# زندگی یک شمشیرباز ماهر
زندگی یک شمشیرباز ماهر (به ژاپنی: 或る剣豪の生涯 Aru kengo no shōgai) یک فیلم به کارگردانی هیروشی ایناگاکی است که در سال ۱۹۵۹ منتشر شد. از بازیگران آن می‌توان به توشیرو میفونه اشاره کرد.